# Joachimus Handschucher
Joachimus Handschucher, auch: Joachim Handschuher, auch: Anton Willibald Handschuher (* 7. Januar 1681 in Eichstätt; † 5. Juli 1735 in Rebdorf bei Eichstätt) war ein Bildhauer des Barocks und Augustiner-Chorherr des Stiftes Rebdorf.

## Leben
Der Kunsthistoriker Felix Mader vermutet, dass Joachimus Handschucher und Anton Willibald Handschuher, Sohn des Eichstätter Barock-Bildhauers und Bürgermeisters Christian Handschuher/Handschucher († 1731) und seiner (ersten) Gattin, der Dachauerin Anna Regina verw. König (wohl richtiger: seiner zweiten Gattin Barbara) († 1722), dieselbe Person sind. Anton Willibald besuchte von 1691 bis 1695 das Gymnasium der Jesuiten im ehemaligen Kaisheimerhaus am Eichstätter Jesuitenplatz, unweit seines Elternhauses am Roßmarkt. Er hatte drei ältere Geschwister, nämlich Anna Regina verh. Schnurer (* 1674), Franz Ignaz (* 1675; † 1746 als Benediktinerpater Sebastian im Kloster Wessobrunn) und Johann Jakob (* 1679), Bildhauer in Prag; ein weiterer Bruder, der in der Werkstatt des Vaters tätige Bildhauer Vitus († 1703), dürfte ebenfalls älter als Anton Willibald gewesen sein.
1705 ehelichte er Johanna Brantan, die 1727 starb. Er wohnte in der Pfahlstraße A 82 (Nr. 13; 1985 abgebrochen). Die Ehe blieb offensichtlich kinderlos. Nach 1727 lässt sich Anton Willibald in den Eichstätter Matrikeln nicht mehr nachweisen. Jedoch erscheint ab 1728 im Augustiner-Chorherrenstift als Konventuale ein Joachimus (wohl der Klostername) Handschu(c)her, der am 14. September 1729 im Dom zu Eichstätt zum Priester geweiht wurde. Da sich von ihm Reliefschnitzereien erhalten haben, dürfte es sich bei ihm mit hoher Wahrscheinlichkeit um den Witwer Willibald Anton handeln. Knapp sechs Jahre später starb Joachimus als 54-Jähriger in Anwesenheit von Kloster-Mitbrüdern.

## Werk
Wer in der Bildhauer-Familienwerkstatt von Christian Handschuher welches Werk schuf, lässt sich nur in wenigen Fällen nachweisen. Gesichert ist, dass Anton Willibald 1718 für die Filialkirche Sappenfeld zwei Brustbilder fertigte. Ebenso sicher stammen vom Rebdorfer Chorherrn Joachimus die allegorischen Schnitzreliefs am Stiegengeländer im Aufgang des Rebdorfer Kreuzgangs, die vormals als Pfeiler einer Brüstung des Treppenhauses vom Westflügel zur Prälatur dienten und um 1730 entstanden sind.
Zugeschrieben werden dem Chorherrn Joachimus die Schnitzereien an den um 1833 nach Großnottersdorf gekommenen Stuhlwangen der Klosterkirche Marienstein („tüchtige Schöpfungen“, Mader, Hilpoltstein, S. 120) sowie die sechs Medaillons mit Reliefschnitzereien vom ehemaligen Rebdorfer Chorgestühl, die um 1730 entstanden sind, Szenen aus dem Leben des hl. Augustinus zeigen und heute im Festsaal des Klosters Rebdorf hängen.